# Bassett Maguire
Bassett Maguire (Gadsden (Alabama), 4 augustus 1904 - New York, 6 februari 1991) was een Amerikaans botanicus.
Van 1923 tot 1926 studeerde hij aan de University of Georgia, waar hij een B.Sc. haalde in de botanie en de zoölogie met 'first honors'. In 1925 nam hij deel aan een onderzoeksprogramma in tropische ecologie dat werd georganiseerd door de University of Pittsburgh in Kartabo in het toenmalige Brits-Guyana.
In 1927 werd Maguire hoofd van de afdeling wetenschap van de highschool die hij in zijn jeugd in Georgia bezocht. Daarnaast werd hij in hetzelfde jaar onderwijsassistent in de botanie bij de Cornell University, waar hij in 1938 een Ph.D. behaalde. In 1931 werd hij assistant professor in de botanie aan Utah State Agricultural College (de latere Utah State University). In Utah ontwikkelde hij het Intermountain Herbarium, een herbarium waarvan hij tot 1942 de belangrijkste plantenverzamelaar en conservator was. Vanaf 1943 werkte hij bij de New York Botanical Garden. In 1975 ging hij met pensioen, hoewel hij bij de botanische tuin actief bleef.
In 1944 organiseerde Maguire een expeditie naar het Hoogland van Guyana om floristisch onderzoek te verrichten. Hetzelfde jaar organiseerde hij een expeditie naar de Surinaamse Tafelberg. Hij maakte kaarten en beschrijvingen van de Tafelberg en de verkenningen daarvan. Ook publiceerde hij samen met collega’s zes artikelen waarin ze voorheen onbekende plantensoorten beschreven. In zijn verdere leven organiseerde hij meerdere expedities naar Zuid-Amerika, met name naar het Venezolaanse Amazonegebied en het toenmalige Brits-Guyana. Bij een aantal expedities werd hij vergezeld door Julian Alfred Steyermark. Verder reisde Maguire af naar Belize, Costa Rica, Panama, Mexico, Honduras, Peru, Colombia en Puerto Rico.
In de New York Botanical Garden hield Maguire zich bezig met het uitbreiden en renoveren van het herbarium van de botanische tuin. Hij vestigde samenwerkingsverbanden met andere botanische tuinen en verrichtte herbariumstudies in het Verenigd Koninkrijk, Denemarken, Zweden, Finland en de Sovjet-Unie.
Hij was lid van meerdere wetenschappelijke organisaties. Hij was betrokken bij de oprichting van de Association of Tropical Biology, waarvan hij ook voorzitter was. Hij was een van de oprichters van de Organization for Tropical Studies en tevens was hij voorzitter van de Torrey Botanical Club. Ook was hij betrokken bij de Organization for Flora Neotropica.
Maguire was (mede)auteur van meer dan zeshonderd botanische namen. Hij was (mede)auteur van artikels in tijdschriften als Annals of the Missouri Botanical Garden, Brittonia en Taxon.
Maguire kreeg in 1965 de David Livingstone Centenary Medal van de American Geographical Society voor de ontdekking van de Cerro Neblina in het Venezolaans-Braziliaans grensgebied in 1953. Ook kreeg hij de Sarah Gildersleeve Fife Memorial Award van de American Horticultural Society.